# ایشییاما-درا
ایشییاما-درا (به ژاپنی: 石山寺 Ishiyama-dera)، معبد  شینگون و یک پرستشگاه است که در اوتسو، شیگا در استان شیگا در  ژاپن قرار دارد.